# São Brás (Amadora)

São Brás, durante muito anos e ainda hoje conhecido como Casal de São Brás, é um bairro  português da cidade e do Município da Amadora que foi sede da extinta Freguesia de São Brás, freguesia que tinha 5,18 km² de área e 26 263 habitantes (2011), e, portanto, uma densidade populacional de 5 070,1 hab/km².
A Freguesia de São Brás foi extinta em 2013, no âmbito de uma reforma administrativa nacional, tendo sido agregada à freguesia de Mina, para formar uma nova freguesia denominada Mina de Água.
A Freguesia de São Brás fora criada em 12 de julho de 1997, por desanexação de território das, que passaram a ser vizinhas, freguesias da Mina, da Falagueira e da Venda Nova.
Tem por orago São Brás.

## População
| População da freguesia de São Brás | População da freguesia de São Brás | População da freguesia de São Brás | População da freguesia de São Brás | População da freguesia de São Brás | População da freguesia de São Brás | População da freguesia de São Brás | População da freguesia de São Brás | População da freguesia de São Brás | População da freguesia de São Brás | População da freguesia de São Brás | População da freguesia de São Brás | População da freguesia de São Brás | População da freguesia de São Brás | População da freguesia de São Brás |
| ---------------------------------- | ---------------------------------- | ---------------------------------- | ---------------------------------- | ---------------------------------- | ---------------------------------- | ---------------------------------- | ---------------------------------- | ---------------------------------- | ---------------------------------- | ---------------------------------- | ---------------------------------- | ---------------------------------- | ---------------------------------- | ---------------------------------- |
| 1864                               | 1878                               | 1890                               | 1900                               | 1911                               | 1920                               | 1930                               | 1940                               | 1950                               | 1960                               | 1970                               | 1981                               | 1991                               | 2001                               | 2011                               |
|                                    |                                    |                                    |                                    |                                    |                                    |                                    |                                    |                                    |                                    |                                    |                                    |                                    | 20 694                             | 26 263                             |

Criada pela Lei 37/97  , de 12 de Julho, com lugares desanexados da freguesia da Mina

## Património
- O Aqueduto das Águas Livres, que também abrange outras freguesias do concelho de Amadora como a Mina, a Falagueira, a Reboleira, a Damaia e a Buraca).

## Povoações
- Casal de São Brás
- Casal da Mira
- Moinhos da Funcheira
- Moinho da Galega
- Parte de A-da-Beja (também pertencente ao Município de Sintra)

## Escolas
- EB. 2.3 José Cardoso Pires
- EB. 2.3 Miguel Torga
- EB. 1 Artur Martinho de Simões